# دوسن مكارتني
دوسن مكارتني (بالإنجليزية: Dawson McCartney)‏ هو لاعب كرة قدم أمريكي في مركز الوسط، ولد في 15 أكتوبر 1998 في فورهيز ‏ في الولايات المتحدة. لعب مع بثلهام ستييل.

## وصلات خارجية
- دوسن مكارتني على موقع قاعدة بيانات كرة القدم.إي يو (الإنجليزية)
- دوسن مكارتني على موقع Soccerway.com (الإنجليزية)